# Cazarilh-Laspènes
Cet article concerne la commune de Cazarilh-Laspènes en Haute-Garonne. Pour la commune des Hautes-Pyrénées, voir Cazarilh.
Cazarilh-Laspènes, anciennement orthographiée Cazaril-Laspènes, est une commune française située dans le sud-ouest du département de la Haute-Garonne en région Occitanie. Sur le plan historique et culturel, la commune est dans le pays de Comminges, correspondant à l’ancien comté de Comminges, circonscription de la province de Gascogne située sur les départements actuels du Gers, de la Haute-Garonne, des Hautes-Pyrénées et de l'Ariège.
Exposée à un climat de montagne, elle est drainée par la Neste d'Oô, le ruisseau de gourron et par deux autres cours d'eau. La commune possède un patrimoine naturel remarquable composé de cinq zones naturelles d'intérêt écologique, faunistique et floristique.
Cazarilh-Laspènes est une commune rurale qui compte 14 habitants en 2022, après avoir connu un pic de population de 213 habitants en 1831. Elle appartient à l'unité urbaine de Bagnères-de-Luchon et fait partie de l'aire d'attraction de Bagnères-de-Luchon. Ses habitants sont appelés les Cazapénois ou  Cazapénoises.
Le patrimoine architectural de la commune comprend un immeuble protégé au titre des monuments historiques : l'église Saint-Martin, inscrite en 1926.

## Géographie

### Localisation
La commune de Cazarilh-Laspènes se trouve dans le département de la Haute-Garonne, en région Occitanie.
Elle se situe à 113 km à vol d'oiseau de Toulouse, préfecture du département, à 35 km de Saint-Gaudens, sous-préfecture, et à 3 km de Bagnères-de-Luchon, bureau centralisateur du canton de Bagnères-de-Luchon dont dépend la commune depuis 2015 pour les élections départementales.
La commune fait en outre partie du bassin de vie de Bagnères-de-Luchon.
Les communes les plus proches sont : 
Trébons-de-Luchon (1,1 km), Bagnères-de-Luchon (1,6 km), Saccourvielle (2,2 km), Moustajon (2,4 km), Benque-Dessous-et-Dessus (2,6 km), Saint-Aventin (2,7 km), Montauban-de-Luchon (2,7 km), Juzet-de-Luchon (2,8 km).
Sur le plan historique et culturel, Cazarilh-Laspènes fait partie du pays de Comminges, correspondant à l’ancien comté de Comminges, circonscription de la province de Gascogne située sur les départements actuels du Gers, de la Haute-Garonne, des Hautes-Pyrénées et de l'Ariège.
Cazarilh-Laspènes est limitrophe de cinq autres communes.
Les communes limitrophes sont Moustajon, Bagnères-de-Luchon, Saccourvielle, Saint-Aventin et Trébons-de-Luchon.
| Saccourvielle     | Moustajon         |                    |
| Trébons-de-Luchon | Cazarilh-Laspènes |                    |
| Saint-Aventin     |                   | Bagnères-de-Luchon |

### Géologie et relief
La superficie de la commune est de 237 hectares ; son altitude varie de 672  à   1 560 mètres. Elle s'étage entre 672 mètres, dans la vallée de l'One, en aval du pont de Mousquères, et 1 560 mètres d'altitude, au cap de la Pène.

### Hydrographie

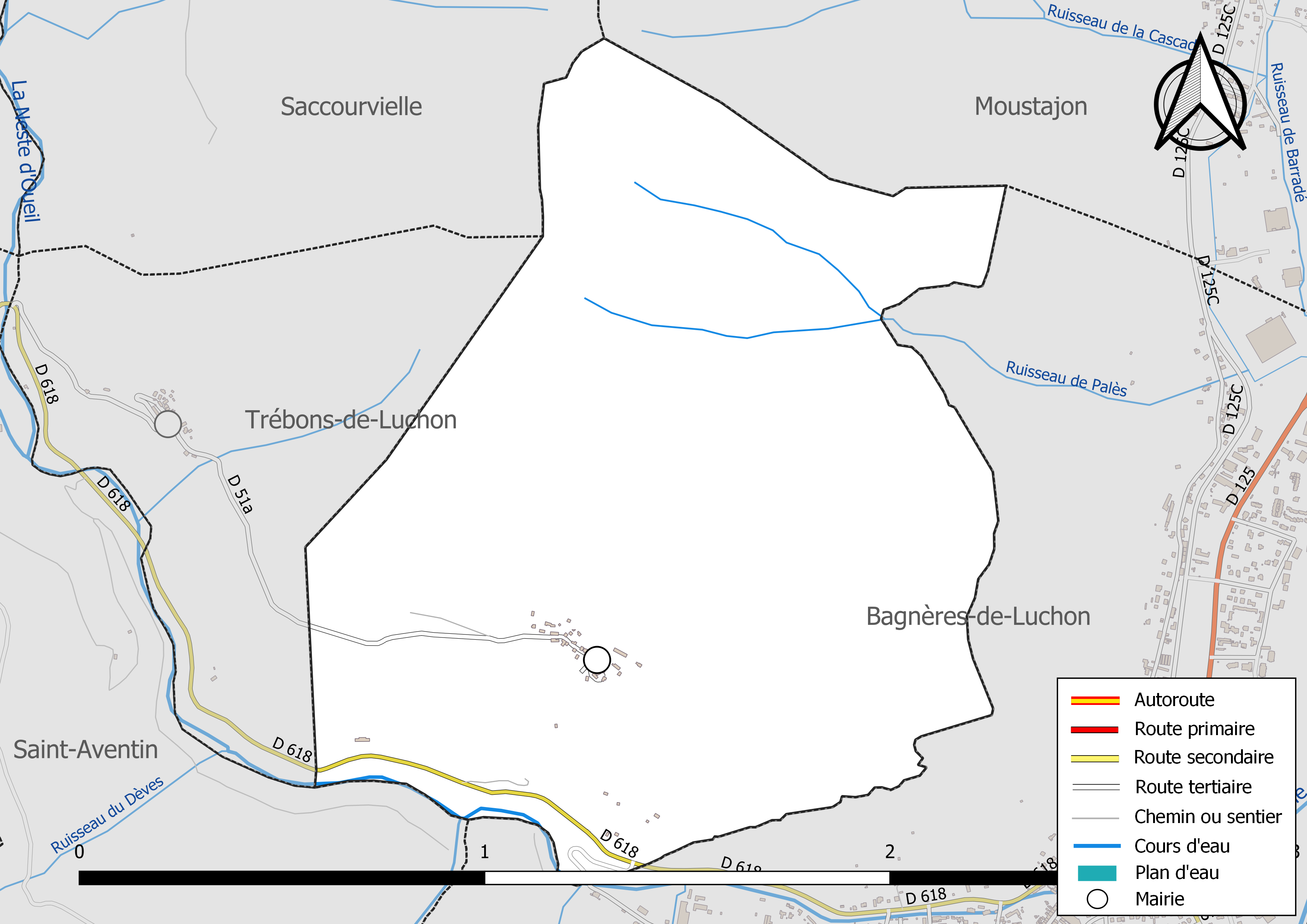
Réseaux hydrographique et routier de Cazarilh-Laspènes.

La commune est dans le bassin de la Garonne, au sein du bassin hydrographique Adour-Garonne. Elle est drainée par la Neste d'Oô, le ruisseau de gourron, le ruisseau de Palès et par un petit cours d'eau, constituant un réseau hydrographique de 2 km de longueur totale,.
La Neste d'Oô, d'une longueur totale de 20,9 km, prend sa source dans la commune d'Oô et s'écoule vers le nord puis se réoriente vers l'est. Elle traverse la commune et se jette dans la Pique à Bagnères-de-Luchon, après avoir traversé 7 communes.

### Climat
Pour des articles plus généraux, voir Climat de l'Occitanie et Climat de la Haute-Garonne.
En 2010, le climat de la commune est de type climat de montagne, selon une étude s'appuyant sur une série de données couvrant la période 1971-2000. En 2020, Météo-France publie une typologie des climats de la France métropolitaine dans laquelle la commune est exposée à un climat de montagne ou de marges de montagne et est dans la région climatique Pyrénées centrales, caractérisée par une pluviométrie annuelle de 1 000 à 1 200 mm.
Pour la période 1971-2000, la température annuelle moyenne est de 9,2 °C, avec une amplitude thermique annuelle de 15,6 °C. Le cumul annuel moyen de précipitations est de 1 130 mm, avec 9,7 jours de précipitations en janvier et 8,4 jours en juillet. Pour la période 1991-2020, la température moyenne annuelle observée sur la station météorologique la plus proche, située sur la commune de Bagnères-de-Luchon à 2 km à vol d'oiseau, est de 11,5 °C et le cumul annuel moyen de précipitations est de 940,5 mm,. Pour l'avenir, les paramètres climatiques de la commune estimés pour 2050 selon différents scénarios d’émission de gaz à effet de serre sont consultables sur un site dédié publié par Météo-France en novembre 2022.

### Milieux naturels et biodiversité

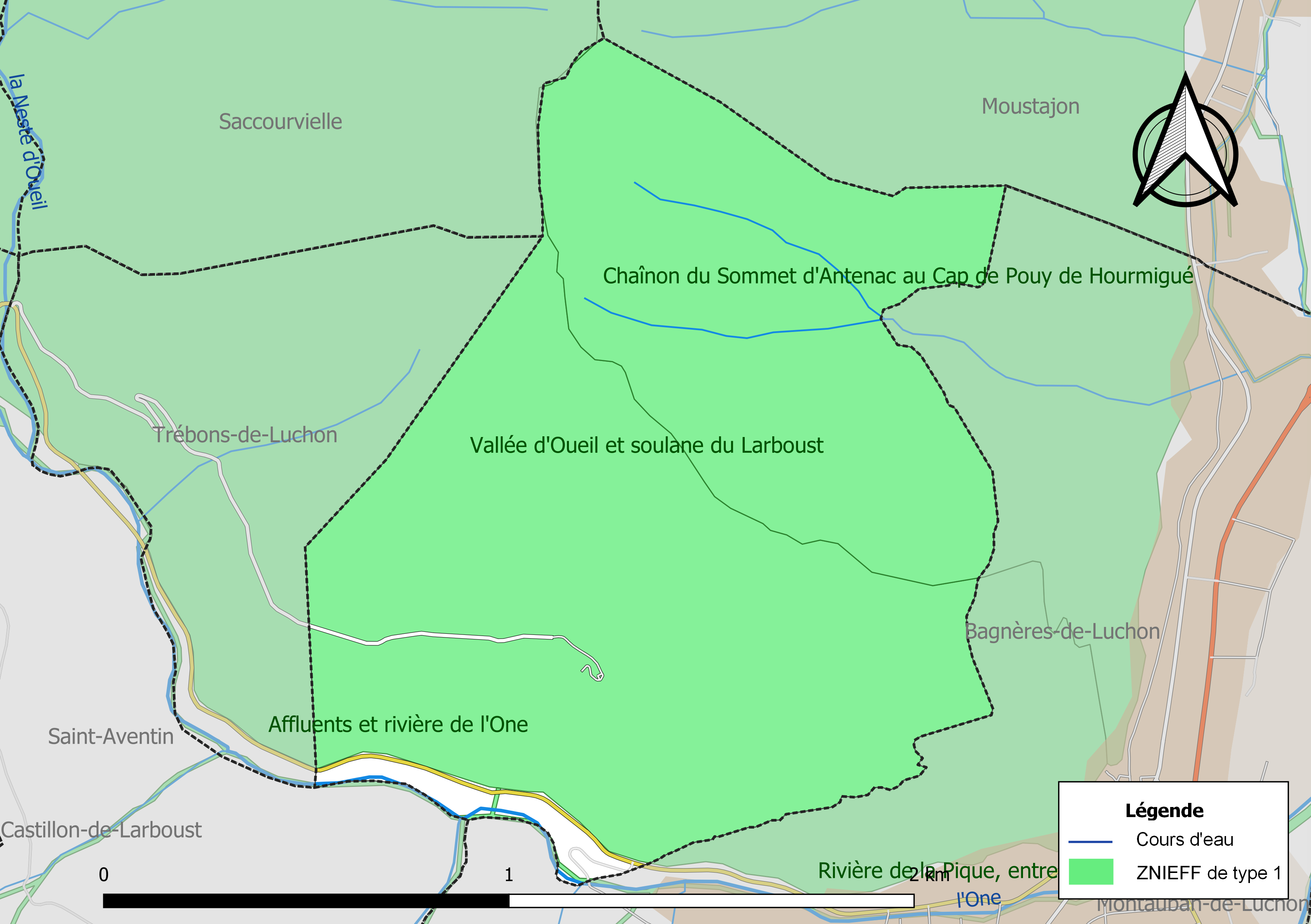
Carte des ZNIEFF de type 1 localisées sur la commune.

L’inventaire des zones naturelles d'intérêt écologique, faunistique et floristique (ZNIEFF) a pour objectif de réaliser une couverture des zones les plus intéressantes sur le plan écologique, essentiellement dans la perspective d’améliorer la connaissance du patrimoine naturel national et de fournir aux différents décideurs un outil d’aide à la prise en compte de l’environnement dans l’aménagement du territoire.
Trois ZNIEFF de type 1 sont recensées sur la commune :
- les « affluents et rivière de l'One » (61 ha), couvrant 12 communes du département[18] ;
- « chaînon du sommet d'Antenac au cap de Pouy de Hourmigué » (5 751 ha), couvrant 22 communes dont 16 dans la Haute-Garonne et six dans les Hautes-Pyrénées[19],
- la « vallée d'Oueil et soulane du Larboust » (6 150 ha), couvrant 27 communes dont 21 dans la Haute-Garonne et six dans les Hautes-Pyrénées[20] ;

et deux ZNIEFF de type 2, : 
- la « Haute montagne en Haute-Garonne » (33 294 ha), couvrant 49 communes dont 41 dans la Haute-Garonne et huit dans les Hautes-Pyrénées[21] ;
- le « massif de la Barousse et chaînon du sommet d´Antenac au cap de Pouy de Hourmigué » (15 691 ha), couvrant 33 communes dont 18 dans la Haute-Garonne et 15 dans les Hautes-Pyrénées[22].

## Urbanisme

### Typologie
Au 1er janvier 2024, Cazarilh-Laspènes est catégorisée commune rurale à habitat très dispersé, selon la nouvelle grille communale de densité à sept niveaux définie par l'Insee en 2022.
Elle appartient à l'unité urbaine de Bagnères-de-Luchon, une agglomération intra-départementale regroupant six  communes, dont elle est une commune de la banlieue,,. Par ailleurs la commune fait partie de l'aire d'attraction de Bagnères-de-Luchon, dont elle est une commune de la couronne,. Cette aire, qui regroupe 44 communes, est catégorisée dans les aires de moins de 50 000 habitants,.

### Occupation des sols
L'occupation des sols de la commune, telle qu'elle ressort de la base de données européenne d’occupation biophysique des sols Corine Land Cover (CLC), est marquée par l'importance des forêts et milieux semi-naturels (100 % en 2018), une proportion identique à celle de 1990 (100 %). La répartition détaillée en 2018 est la suivante : 
forêts (69,1 %), milieux à végétation arbustive et/ou herbacée (16,8 %), espaces ouverts, sans ou avec peu de végétation (14 %). L'évolution de l’occupation des sols de la commune et de ses infrastructures peut être observée sur les différentes représentations cartographiques du territoire : la carte de Cassini (XVIIIe siècle), la carte d'état-major (1820-1866) et les cartes ou photos aériennes de l'IGN pour la période actuelle (1950 à aujourd'hui).

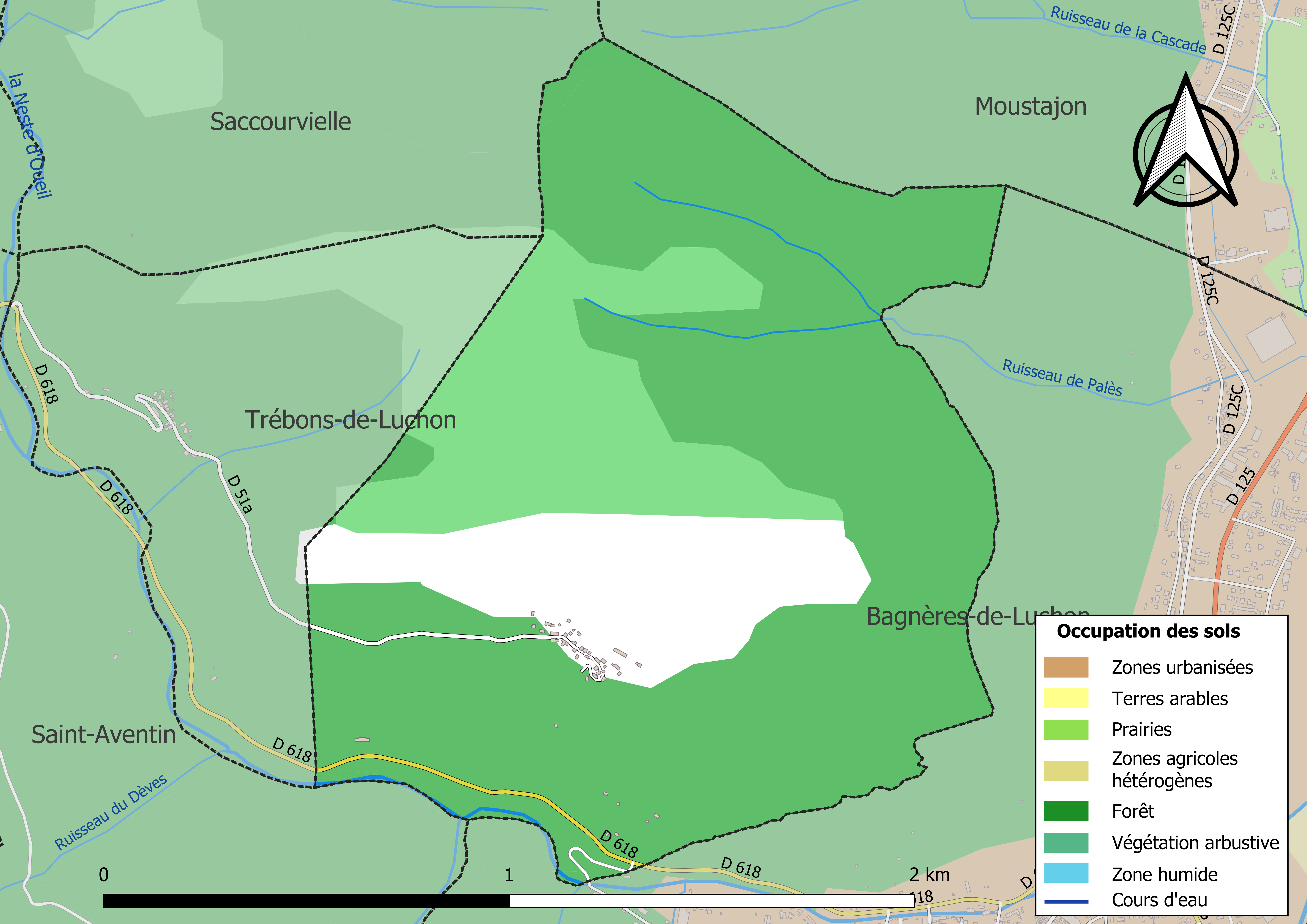
Carte des infrastructures et de l'occupation des sols de la commune en 2018 (CLC).

### Voies de communication et transports
Accès par l'autoroute A64 sortie no 17 puis la route départementale 125c, et avec le réseau Arc-en-ciel ainsi qu'en gare de Luchon située sur la ligne de Montréjeau à Luchon.

### Risques majeurs
Le territoire de la commune de Cazarilh-Laspènes est vulnérable à différents aléas naturels : météorologiques (tempête, orage, neige, grand froid, canicule ou sécheresse), inondations, feux de forêts, avalanche  et séisme (sismicité moyenne). Il est également exposé à un risque technologique, la rupture d'un barrage, et à un risque particulier : le risque de radon. Un site publié par le BRGM permet d'évaluer simplement et rapidement les risques d'un bien localisé soit par son adresse soit par le numéro de sa parcelle.

#### Risques naturels
Certaines parties du territoire communal sont susceptibles d’être affectées par le risque d’inondation par débordement de cours d'eau, notamment la Neste d'Oô. La commune a été reconnue en état de catastrophe naturelle au titre des dommages causés par les inondations et coulées de boue survenues en 1982, 1999, 2009 et 2013,.
Un plan départemental de protection des forêts contre les incendies a été approuvé par arrêté préfectoral du 25 septembre 2006. Cazarilh-Laspènes est exposée au risque de feu de forêt du fait de la présence sur son territoire du massif des Pyrénées. Il est ainsi défendu aux propriétaires de la commune et à leurs ayants droit de porter ou d’allumer du feu dans l'intérieur et à une distance de 200 mètres des bois, forêts, plantations, reboisements ainsi que des landes. L’écobuage est également interdit, ainsi que les feux de type méchouis et barbecues, à l’exception de ceux prévus dans des installations fixes (non situées sous couvert d'arbres) constituant une dépendance d'habitation,

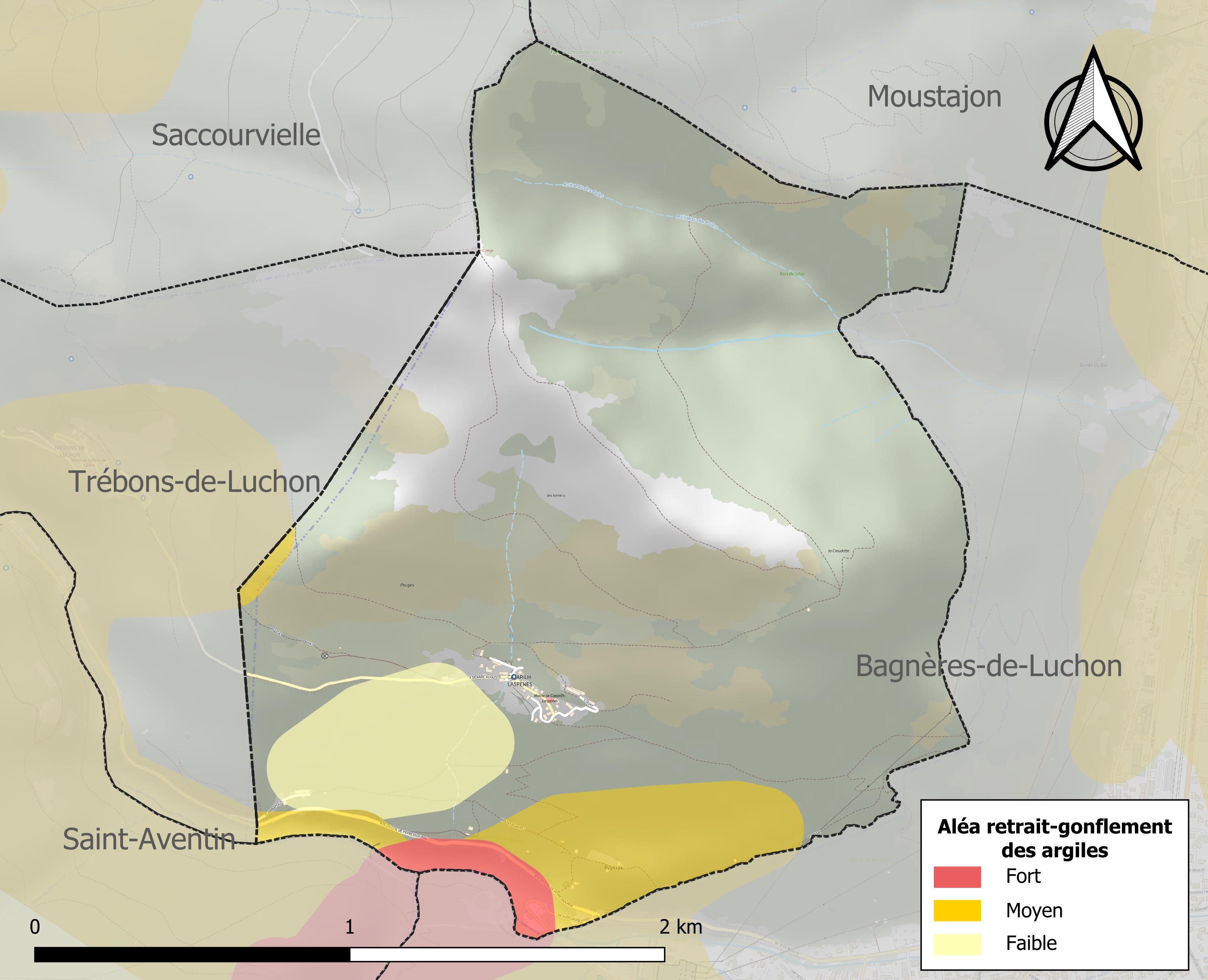
Carte des zones d'aléa retrait-gonflement des sols argileux de Cazarilh-Laspènes.

Le retrait-gonflement des sols argileux est susceptible d'engendrer des dommages importants aux bâtiments en cas d’alternance de périodes de sécheresse et de pluie. 8,9 % de la superficie communale est en aléa moyen ou fort (88,8 % au niveau départemental et 48,5 % au niveau national). Sur les 31 bâtiments dénombrés sur la commune en 2019, 3 sont en aléa moyen ou fort, soit 10 %, à comparer aux 98 % au niveau départemental et 54 % au niveau national. Une cartographie de l'exposition du territoire national au retrait gonflement des sols argileux est disponible sur le site du BRGM,.
Par ailleurs, afin de mieux appréhender le risque d’affaissement de terrain, l'inventaire national des cavités souterraines permet de localiser celles situées sur la commune.
Concernant les mouvements de terrains, la commune a été reconnue en état de catastrophe naturelle au titre des dommages causés par des mouvements de terrain en 1999 et 2013.

#### Risques technologiques
La commune est en outre située en aval du barrage du Portillon sur la Neste d'Oô. À ce titre elle est susceptible d’être touchée par l’onde de submersion consécutive à la rupture de cet ouvrage.

#### Risque particulier
Dans plusieurs parties du territoire national, le radon, accumulé dans certains logements ou autres locaux, peut constituer une source significative d’exposition de la population aux rayonnements ionisants. Certaines communes du département sont concernées par le risque radon à un niveau plus ou moins élevé. Selon la classification de 2018, la commune de Cazarilh-Laspènes est classée en zone 3, à savoir zone à potentiel radon significatif.

## Toponymie
Le nom de la commune était orthographié Cazaril-Laspènes avant le 6 décembre 2014.

## Politique et administration

### Administration municipale
Le nombre d'habitants au recensement de 2011 étant compris entre 0 et 99, le nombre de membres du conseil municipal pour l'élection de 2014 est de sept,.

### Rattachements administratifs et électoraux
Commune faisant partie de la huitième circonscription de la Haute-Garonne, de la communauté de communes des Pyrénées Haut-Garonnaises et du canton de Bagnères-de-Luchon avant le 1er janvier 2017 Cazarilh-Laspènes faisait partie de la communauté de communes du Pays de Luchon.

### Liste des maires
| Période                                  | Période  | Identité         | Étiquette | Qualité     |
| ---------------------------------------- | -------- | ---------------- | --------- | ----------- |
| Les données manquantes sont à compléter. |          |                  |           |             |
| ?                                        | ?        | Julien Lafont    |           |             |
| 1959                                     | 1982     | Auguste Denard   | SFIO- PS  |             |
| 1982                                     | 2005     | Paul Denard      | PS        |             |
| 2005                                     | En cours | Jean-Paul Denard | PS        | Agriculteur |

## Démographie
Ses habitants sont appelés les Cazapénois.

L'évolution du nombre d'habitants est connue à travers les recensements de la population effectués dans la commune depuis 1793. Pour les communes de moins de 10 000 habitants, une enquête de recensement portant sur toute la population est réalisée tous les cinq ans, les populations de référence des années intermédiaires étant quant à elles estimées par interpolation ou extrapolation. Pour la commune, le premier recensement exhaustif entrant dans le cadre du nouveau dispositif a été réalisé en 2004.

En 2022, la commune comptait 14 habitants, en évolution de −50 % par rapport à 2016 (Haute-Garonne : +8,02 %, France hors Mayotte : +2,11 %).
| 1793 | 1800 | 1806 | 1821 | 1831 | 1836 | 1841 | 1846 | 1851 |
| ---- | ---- | ---- | ---- | ---- | ---- | ---- | ---- | ---- |
| 181  | 163  | 180  | 205  | 213  | 191  | 167  | 182  | 146  |

| 1856 | 1861 | 1866 | 1872 | 1876 | 1881 | 1886 | 1891 | 1896 |
| ---- | ---- | ---- | ---- | ---- | ---- | ---- | ---- | ---- |
| 125  | 121  | 113  | 99   | 100  | 105  | 100  | 100  | 100  |

| 1901 | 1906 | 1911 | 1921 | 1926 | 1931 | 1936 | 1946 | 1954 |
| ---- | ---- | ---- | ---- | ---- | ---- | ---- | ---- | ---- |
| 89   | 75   | 65   | 51   | 60   | 57   | 47   | 33   | 40   |

| 1962 | 1968 | 1975 | 1982 | 1990 | 1999 | 2004 | 2006 | 2009 |
| ---- | ---- | ---- | ---- | ---- | ---- | ---- | ---- | ---- |
| 34   | 30   | 27   | 17   | 17   | 19   | 17   | 19   | 23   |

| 2014 | 2019 | 2022 | - | - | - | - | - | - |
| ---- | ---- | ---- | - | - | - | - | - | - |
| 28   | 17   | 14   | - | - | - | - | - | - |

| selon la population municipale des années : | 1968 | 1975 | 1982 | 1990 | 1999 | 2006 | 2009 | 2013 |
| Rang de la commune dans le département      | 568  | 570  | 579  | 578  | 575  | 580  | 579  | 578  |
| Nombre de communes du département           | 592  | 582  | 586  | 588  | 588  | 588  | 589  | 589  |

### Enseignement
Cazarilh-Laspènes fait partie de l'académie de Toulouse.

### Culture et festivités
Panthéon pyrénéen,

### Activités sportives
Chasse, randonnée pédestre,

### Écologie et recyclage
La collecte et le traitement des déchets des ménages et des déchets assimilés ainsi que la protection et la mise en valeur de l'environnement se font dans le cadre de la communauté de communes du Pays de Luchon.

## Économie

### Emploi
|                | 2008  | 2013  | 2018   |
| -------------- | ----- | ----- | ------ |
| Commune        | 0 %   | 0 %   | 11,1 % |
| Département    | 7,7 % | 9,6 % | 9,3 %  |
| France entière | 8,3 % | 10 %  | 10 %   |

En 2018, la population âgée de 15 à 64 ans s'élève à 11 personnes, parmi lesquelles on compte 77,8 % d'actifs (66,7 % ayant un emploi et 11,1 % de chômeurs) et 22,2 % d'inactifs,. En  2018, le taux de chômage communal (au sens du recensement) des 15-64 ans est supérieur à celui du département et de la France, alors qu'en 2008 la situation était inverse.
La commune fait partie de la couronne de l'aire d'attraction de Bagnères-de-Luchon, du fait qu'au moins 15 % des actifs travaillent dans le pôle,. Elle compte 2 emplois en 2018, contre 5 en 2013 et 3 en 2008. Le nombre d'actifs ayant un emploi résidant dans la commune est de 9, soit un indicateur de concentration d'emploi de 28,6 % et un taux d'activité parmi les 15 ans ou plus de 50 %.
Sur ces neuf actifs de 15 ans ou plus ayant un emploi, deux travaillent dans la commune, soit 29 % des habitants. Pour se rendre au travail, 71,4 % des habitants utilisent un véhicule personnel ou de fonction à quatre roues, 28,6 % s'y rendent en deux-roues, à vélo ou à pied et.

### Activités
Un seul établissement relevant d’une activité hors champ de l’agriculture est implanté  à Cazarilh-Laspènes au 31 décembre 2019.

### Agriculture
Le nombre d'exploitations agricoles en activité et ayant leur siège dans la commune est de 1 lors du recensement agricole de 2020 et la surface agricole utilisée de 79 ha,.

## Culture locale et patrimoine

### Lieux et monuments
- Église Saint-Martin, romane, inscrite au titre des monuments historiques depuis 1926[46].
- Monument aux morts pacifiste

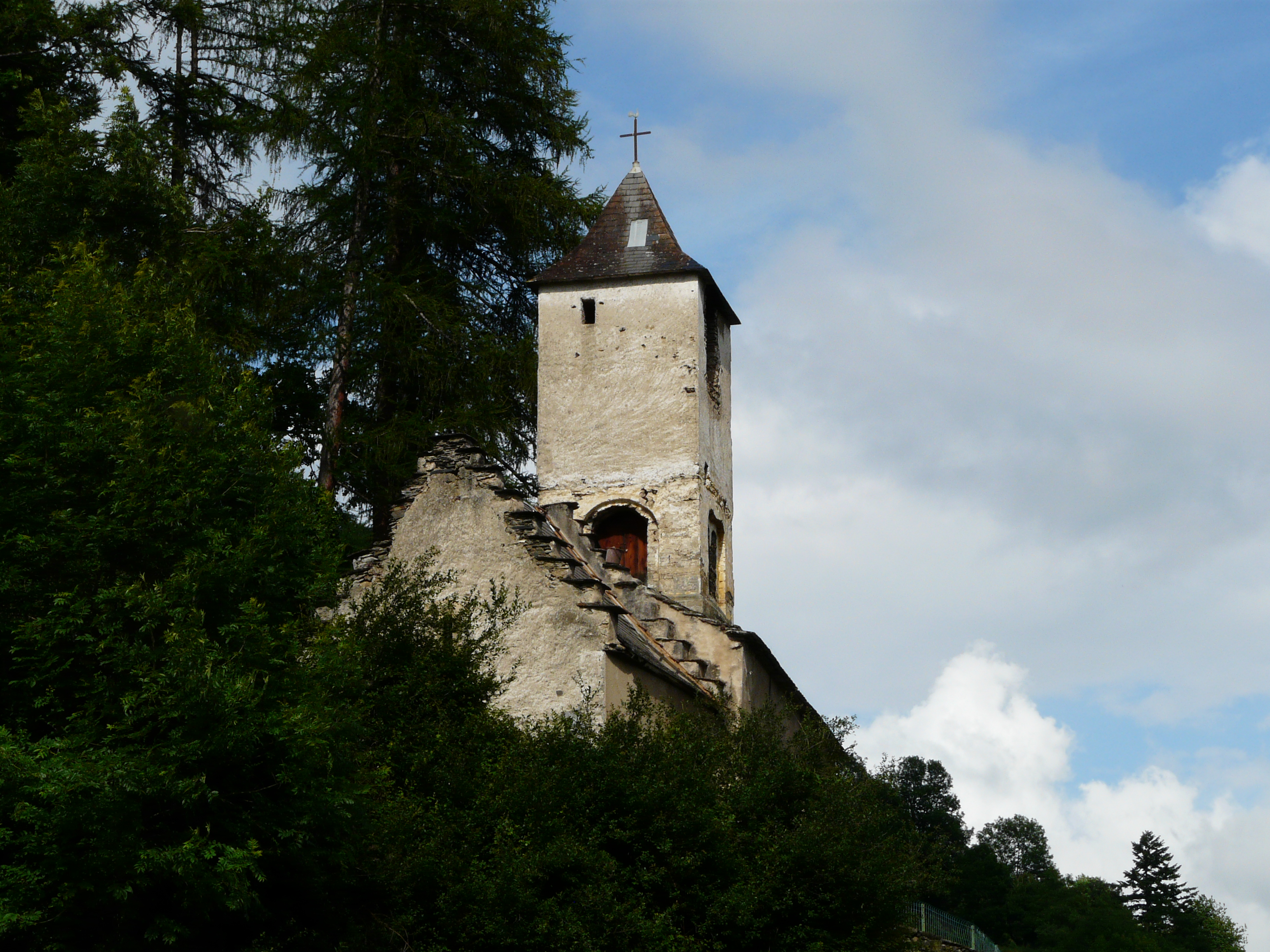
L'église Saint-Martin.
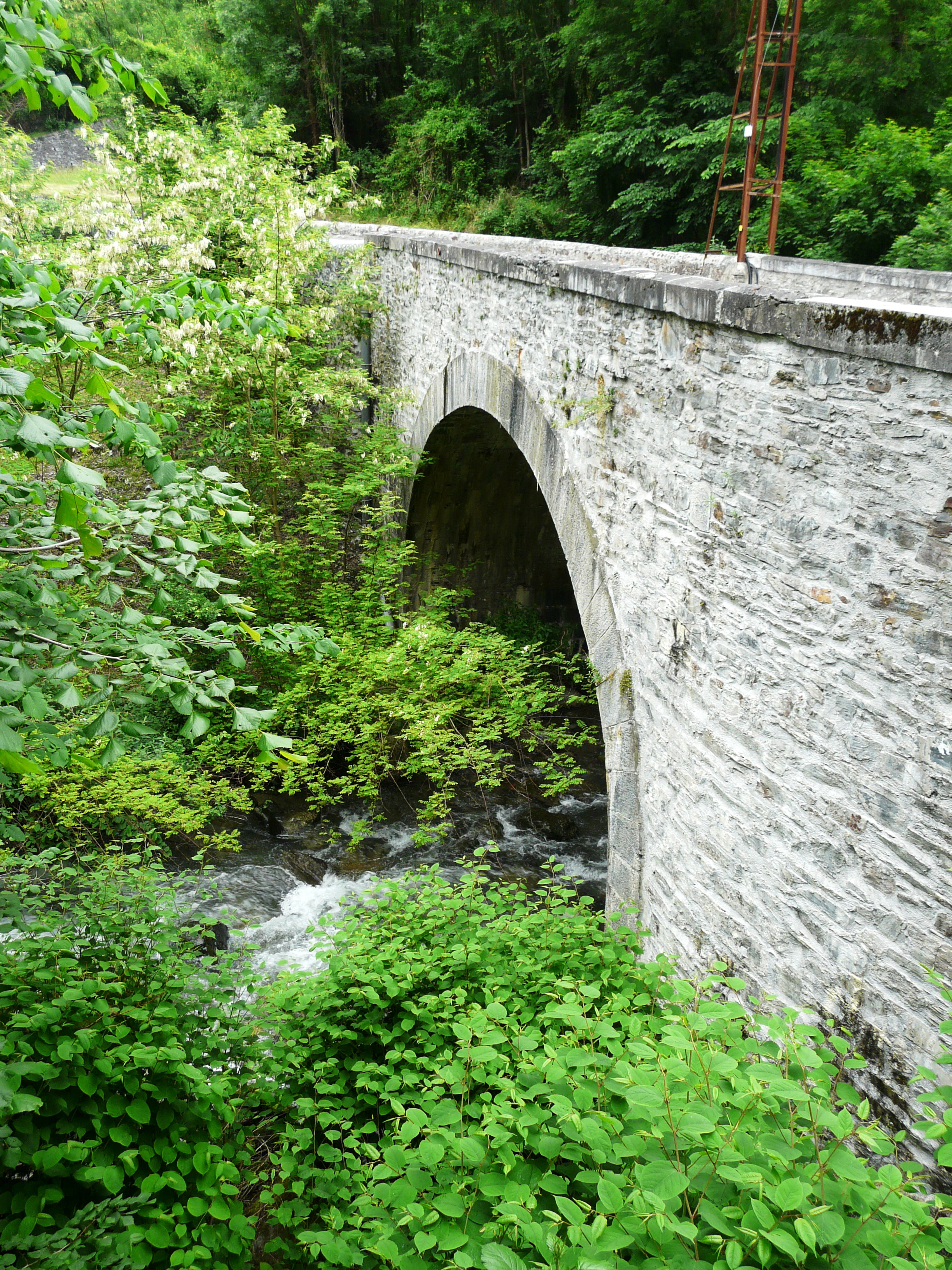
Le pont de Mousquères sur l'One, en limite sud de la commune.
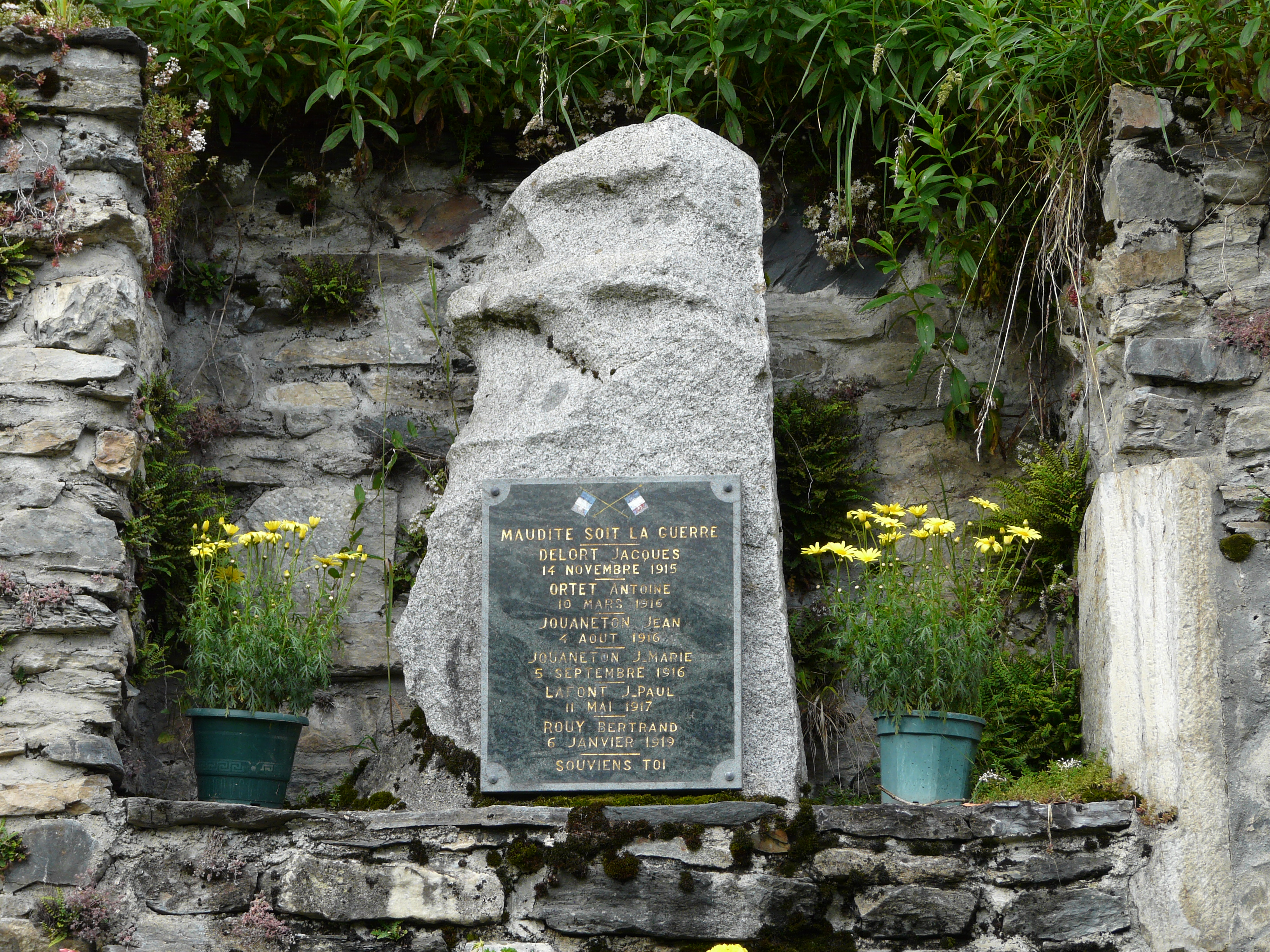
Le monument aux morts pacifiste de la commune.
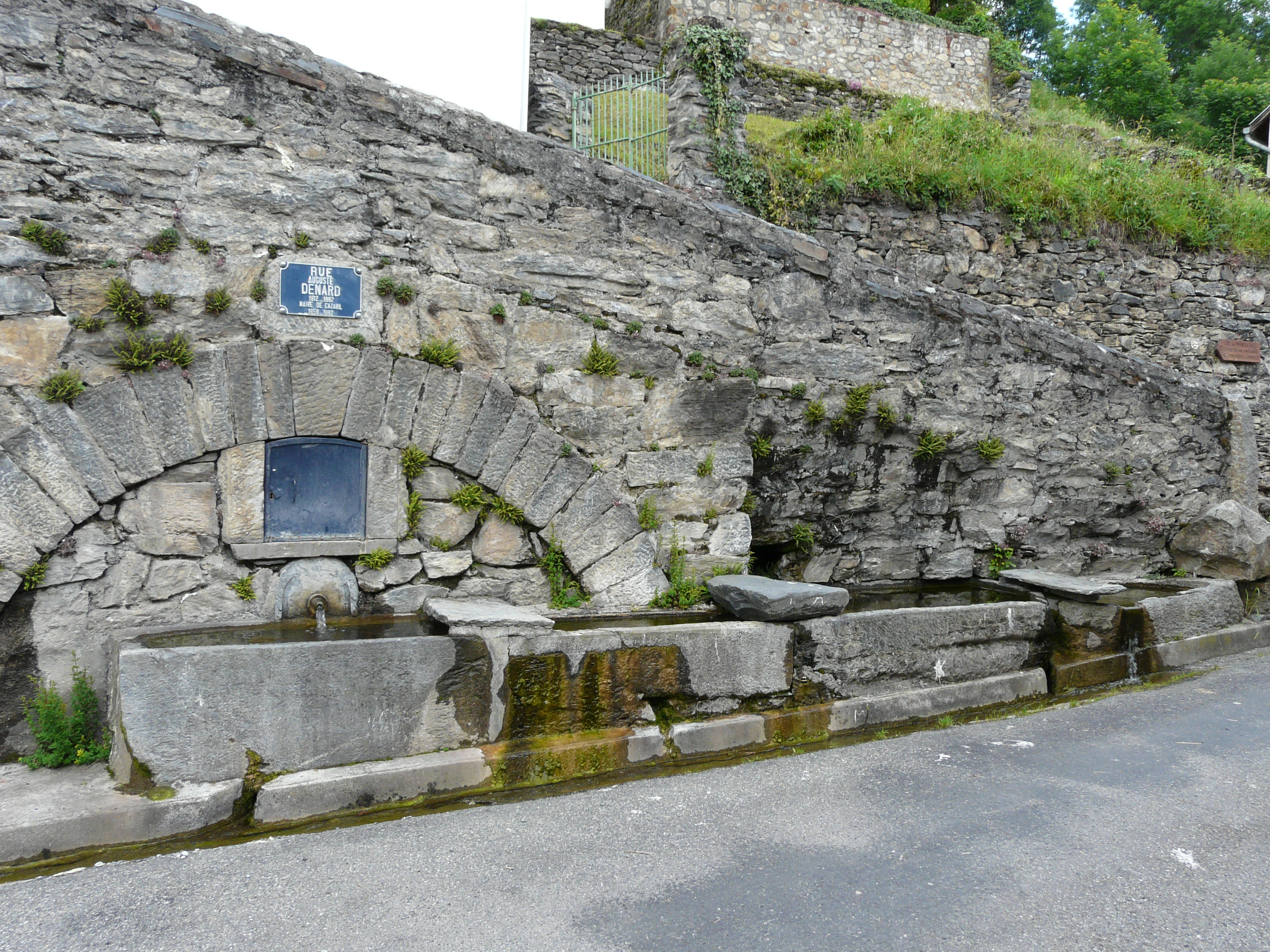
Abreuvoirs dans le village.
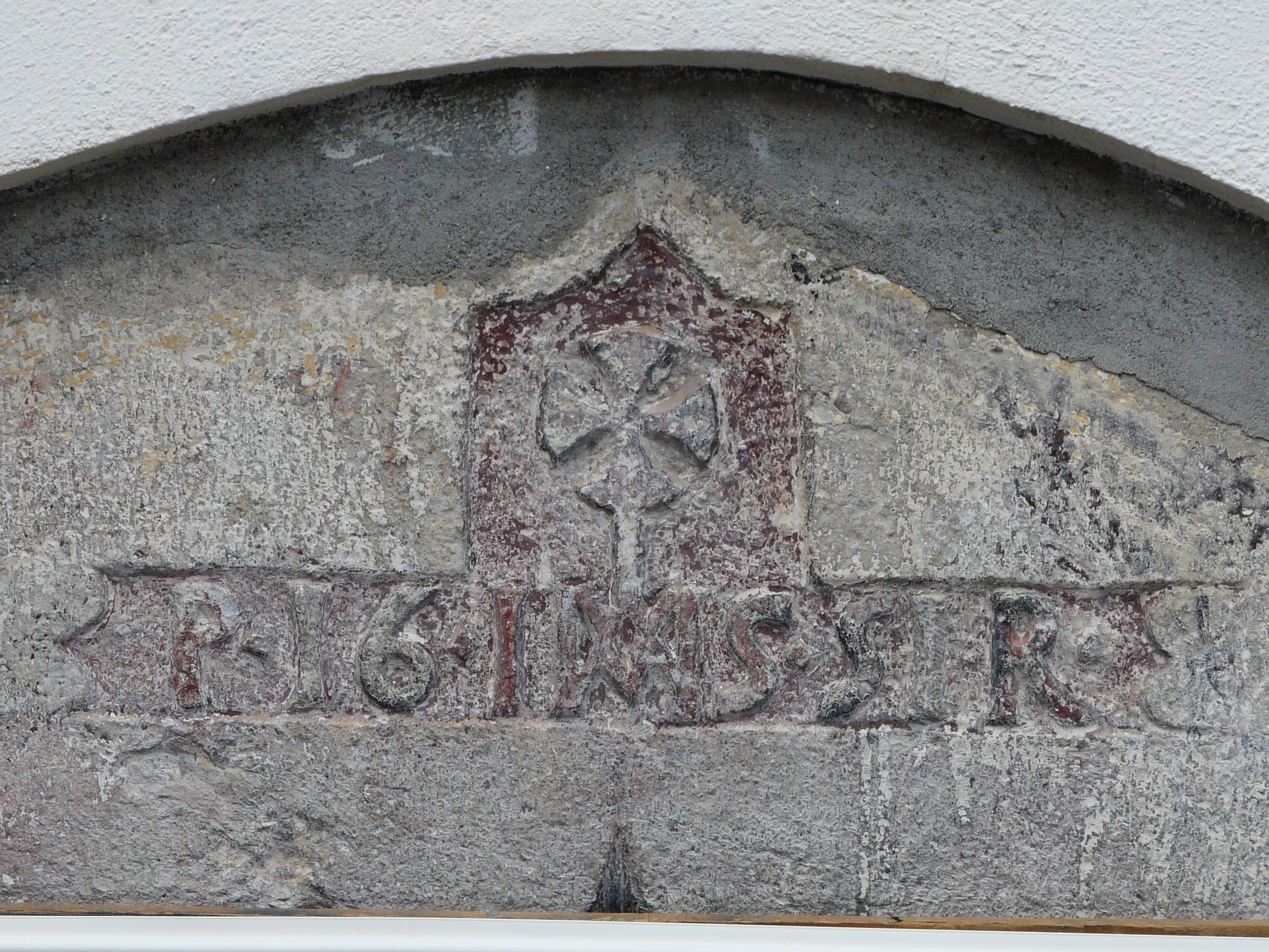
Un linteau de porte dans le village.